# Usnea torulosa
Usnea torulosa är en lavart som först beskrevs av Johannes Müller Argoviensis, och fick sitt nu gällande namn av Alexander Zahlbruckner. Usnea torulosa ingår i släktet Usnea och familjen Parmeliaceae.  Utöver nominatformen finns också underarten aurescens.